# Vodeni dvornik
Vodeni dvornik (lat. Persicaria amphibia), vrsta dvosupnice iz roda Persicaria, nekada uključivana u rod dvornika (Polygonum). Raste po gotovo cijeloj Europi (uključujući i Hrvatsku), djelovima Azije, Sjeverne Amerike i Afrike, a introducirana je i u neke Afričke države i Argentinu.
Biljka je koja voli vodena staništa, točnije raste po jezerima i močvarama. Neka indijanska plemena koristili su je u svojoj medicini i u prehrani.

## Sinonimi
- Chulusium amphibium (L.) Raf.
- Polygonum amphibium L.